# 구스가와역
구스가와역(일본어: 久寿川駅, くすがわえき)은 일본 효고현 니시노미야시에 있는 한신 전기철도 본선의 역이다. 역 번호는 HS 15이다.

## 역사
- 1905년 4월 12일: 한신 본선의 개통과 동시에 초대 이마즈역으로 영업 개시.
- 1926년 12월 19일: 현재의 이마즈 역 개통에 따라, 구스가와역으로 역명 변경.
- 1949년 12월 13일: 한큐 이마즈 선 폭주 사고(통칭, 도전 사건) 발생. 한큐 이마즈 선의 열차가 폭주하고 이마즈 역에서 한신 선으로 돌입하게 되었고 지나가는 열차의 운전사와 승객이 "큰일 날 소리네 한큐가 뛰어서 다가가, 왜 여기로 치었나"(오사카 아사히 신문)의 말로 놀라 힐끗 보고는 한신 선을 약 700m 돌진함. 차체의 크기가 다르기 때문에 본 역의 승강장과 충돌하여 겨우 정지하게 됨.
- 1995년
  - 1월 17일: 한신・아와지 대지진 발생으로 한신 본선의 운항 취소로 인하여 영업 일시 정지.
  - 1월 26일: 고시엔 ~ 아오키 역 구간 운행 재개로 영업 재개.
- 2014년 4월 1일: 역 번호 도입.

## 역 구조
상대식 승강장 2면 2선의 지상역이다. 분기기, 절대 신호가 없어 정류장으로 분류된다. 개찰구는 고베 방향의 지하에 1개소만 있지만 역 남북의 양쪽에서 개찰구 층으로 들어갈 수 있다. 또한, 역 외측에 오사카 방향의 승강장 앞에 선로를 나갈 수 있는 지하도가 설치되어 있다.

### 승강장
| 승강장 | 노선   | 방향 | 행선                                         |
| ------ | ------ | ---- | -------------------------------------------- |
| 1      | ■ 본선 | 상행 | 아마가사키・오사카 (우메다)・난바・나라 방면 |
| 2      | ■ 본선 | 하행 | 고베 (산노미야)・아카시・히메지 방면         |

- 실제로는 구내에 역 번호 표기는 없지만, 공식 사이트 내 그림에서는 상행 승강장이 1번, 하행 승강장이 2번으로 알려졌다. 승강장 유효 길이는 5량 편성(약 100m)분으로 4량 편성의 보통만 정차한다.
- 2014년 3월 28일부터 엘리베이터(개찰 외 ⇔ 개찰구와의 공용)와 다기능 화장실(하행 승강장만)이 새로 설치되어 운용하기 시작했다

## 역 주변
메이신 고속도로의 니시노미야 나들목이 근처에 있다. 역의 서쪽(고베 방향)에는 한신 본선의 선로를 끼고 위에는 메이신 고속도로 고가 도로가 직교하여 거리가 다소 어긋나고 밑에는 이마즈히가시 선(효고 지방도로 343호 이마즈미나토쓰토고 선)이 다니고 있다.
또한, 고시엔 역 ~ 호리키리 신호장 사이에는 연속 입체교차 사업에 의하여 고가화되었지만 구스가와 역에 대해서는 바로 위를 메이신 고속도로의 고가 도로가 가로지르고 있기 때문에 고가화가 불가능한 대신 건널목을 철거하여 이마즈히가시 선을 지하화하기로 협의하고 도로와 입체 교차를 1986년에 완료했다. 이 때문에, 이 구간의 한신 본선은 이마즈 역을 나오면 급구배로 구스가와 역까지 내려가게 되고 앞의 구간보다는 완만한 비탈에서 고시엔 역에 이른다. 고저 차가 심한 선형이다.
옆의 이마즈 역과 같은 아케보노초에 위치한다.
- 후쿠오 신사
- 우에노 신사
- 니시노미야 이마즈 우체국
- 니시노미야 협립 뇌신경 외과 병원
- 니시노미야 시립 니시노미야 양호학교
- 홈 센터 코난 니시노미야 이마즈점

## 사진

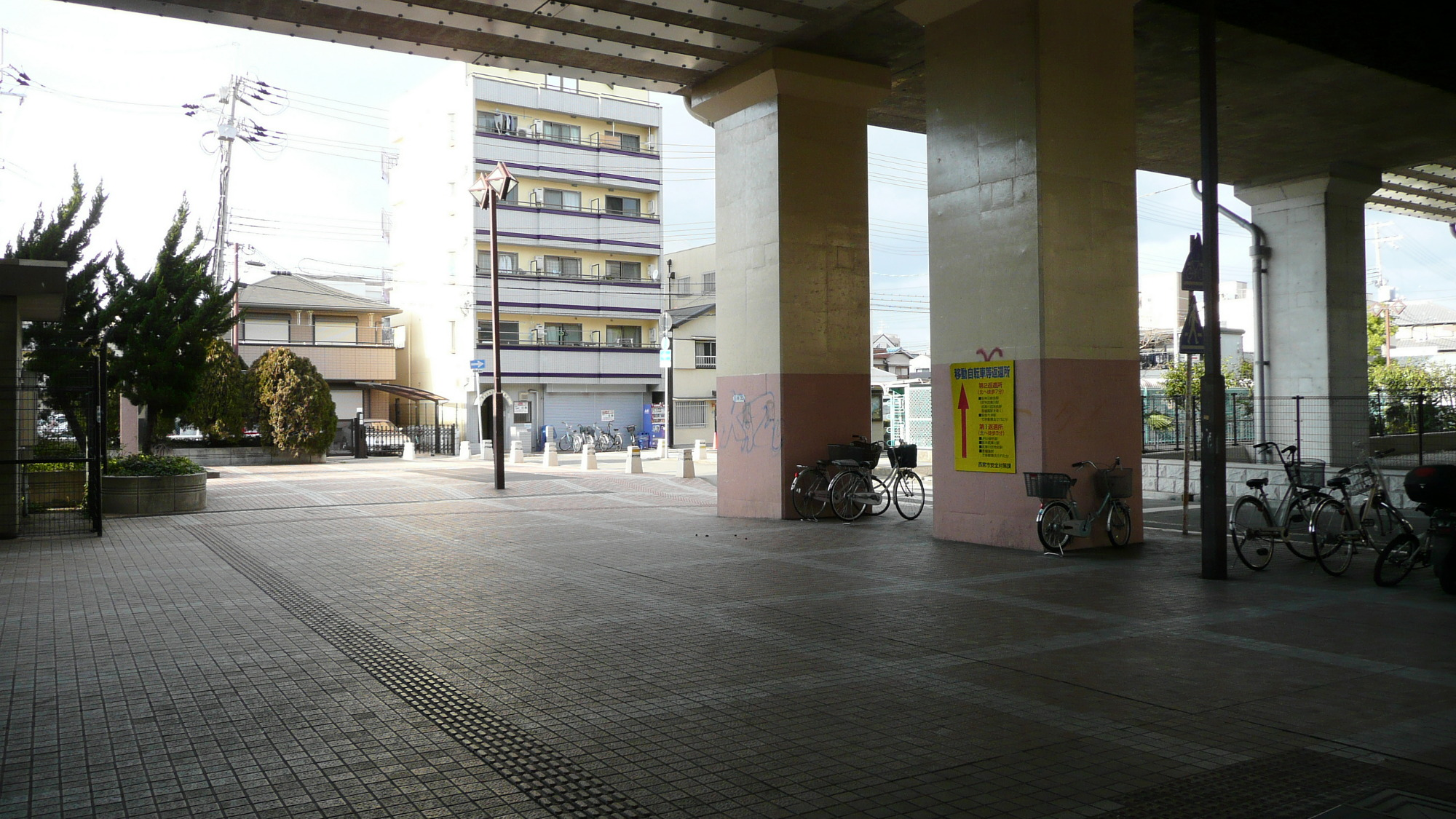
북쪽 광장
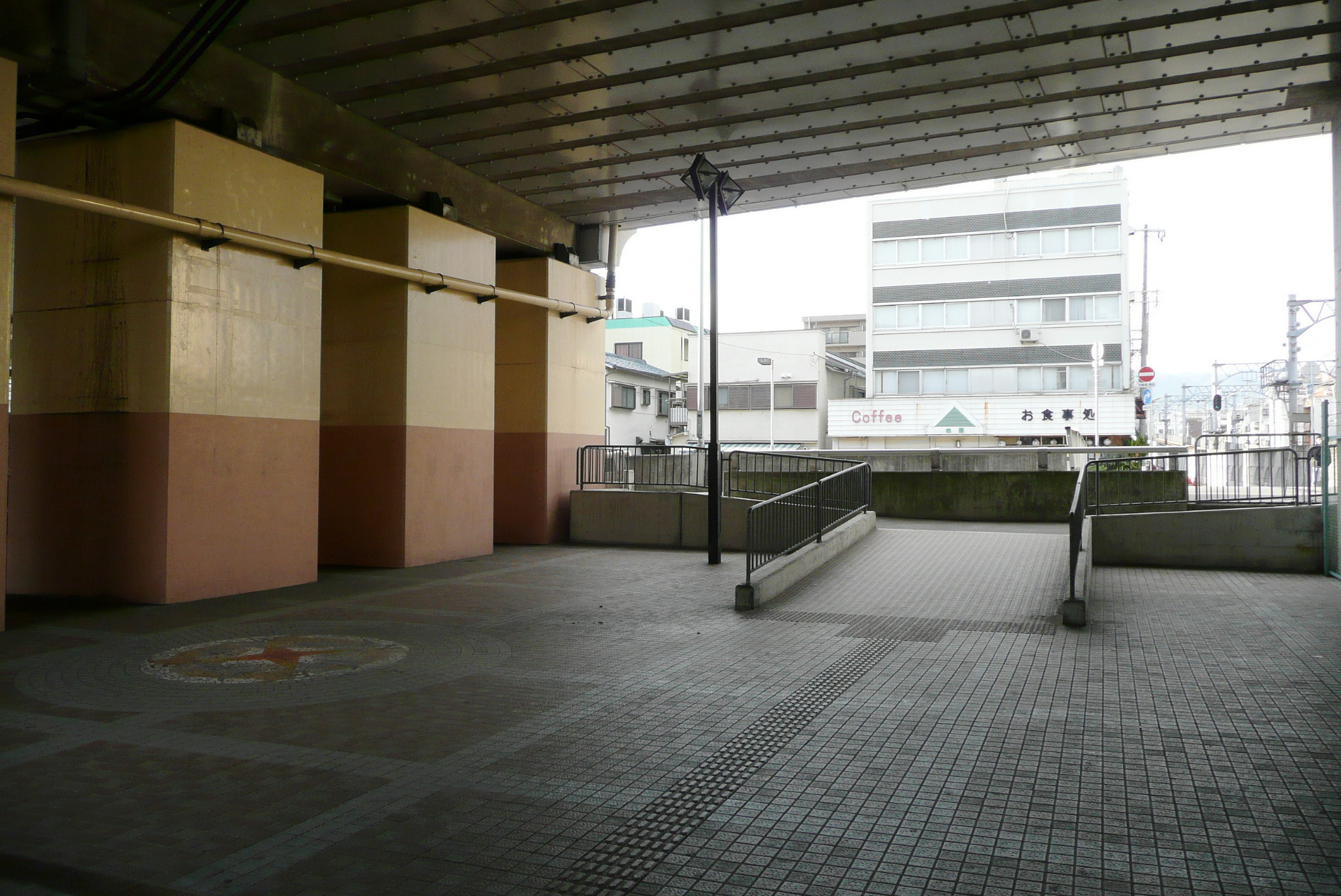
남쪽 광장
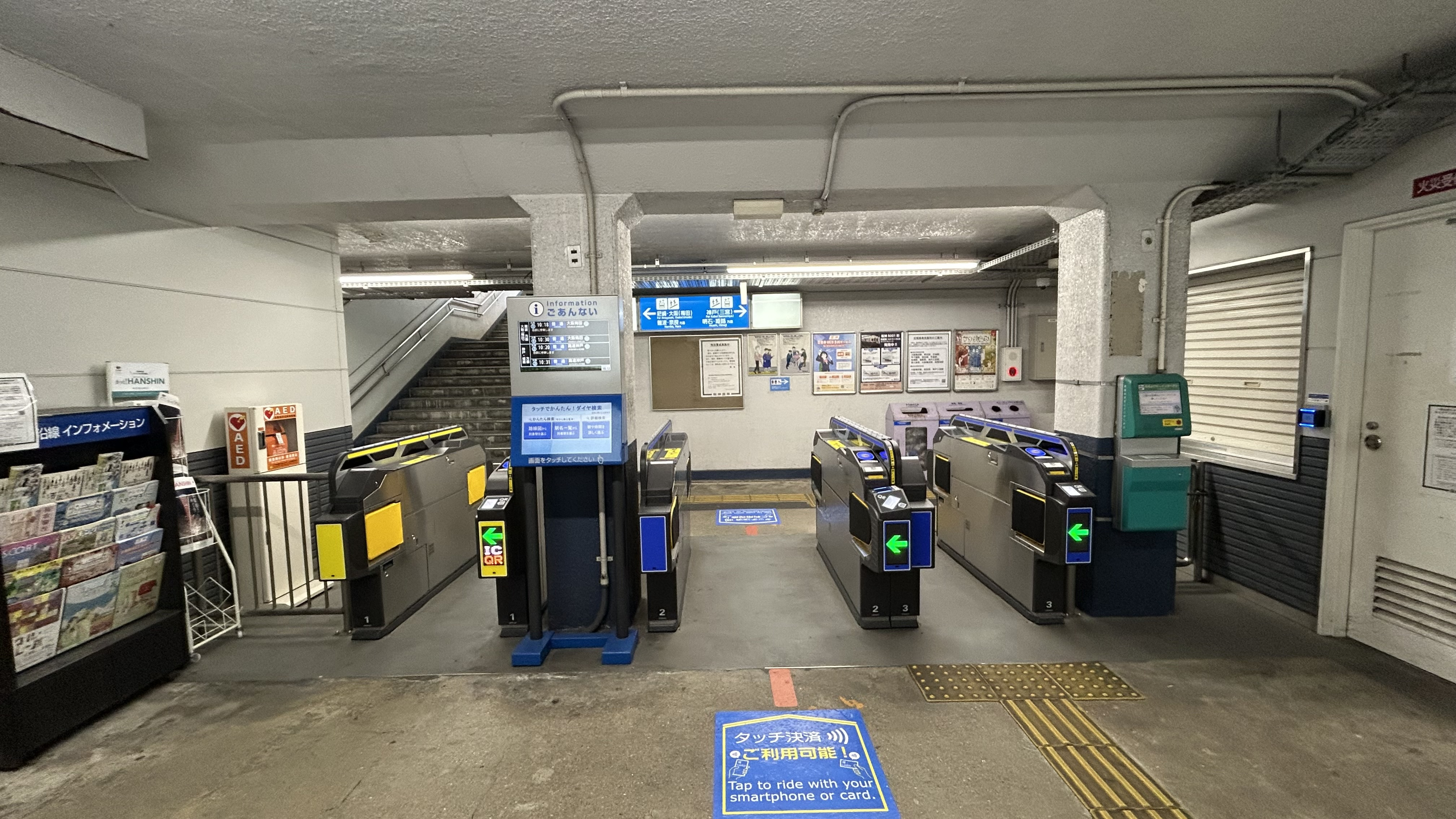
개찰구
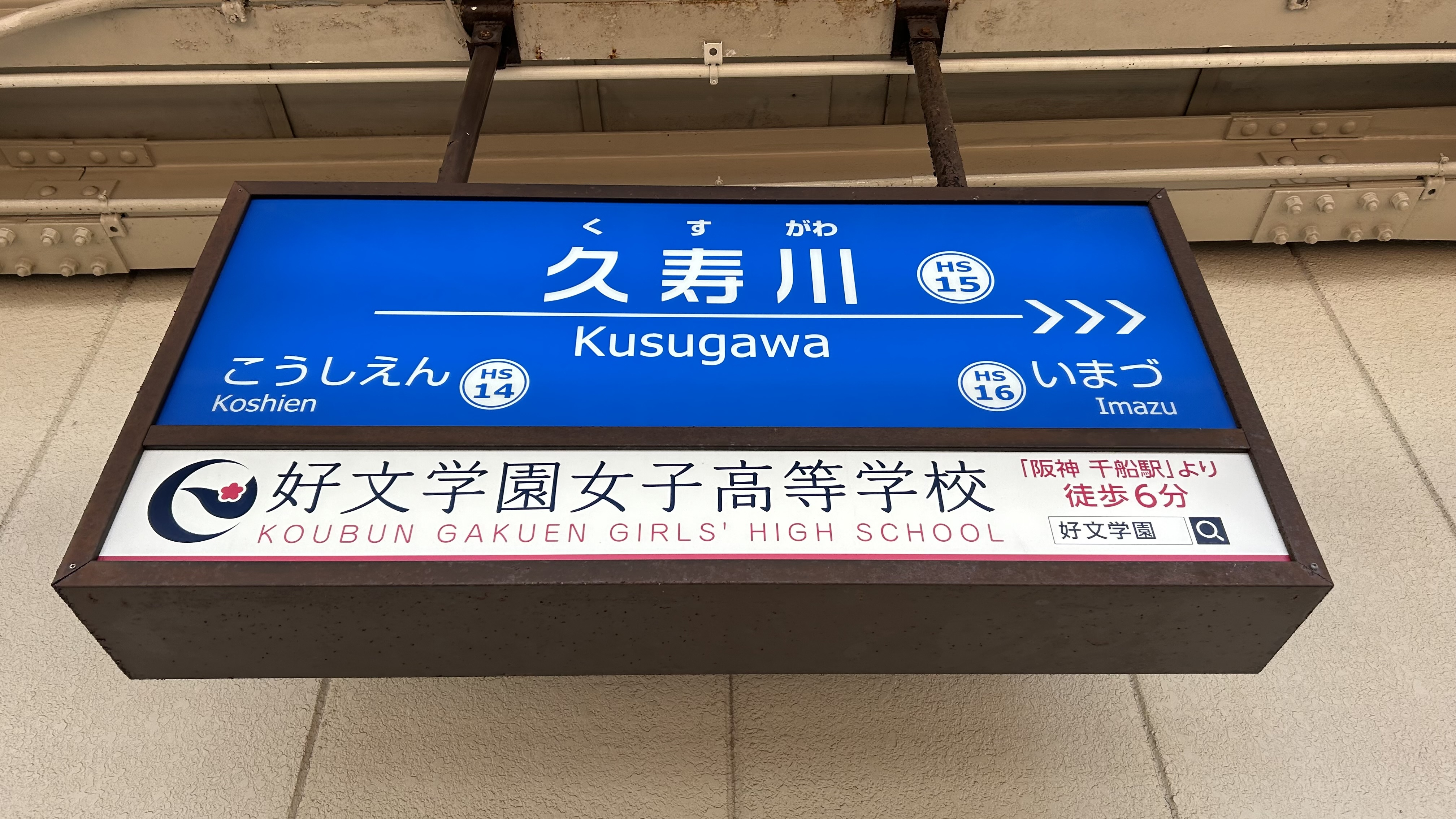
역명판

## 인접역
| 한신 전기철도 ■ 본선     | 한신 전기철도 ■ 본선 | 한신 전기철도 ■ 본선       |
| ------------------------ | -------------------- | -------------------------- |
| HS 14 고시엔 우메다 방면 | ■ 보통               | 이마즈 HS 16 신카이치 방면 |